# 배쪽 창백
배쪽 창백 (ventral pallidum, VP) 또는 배쪽창백핵은 뇌의 기저 신경 내에 있는 구조이다. 그것은 복측 전방핵(ventral anterior nucleus), 외측복측핵(ventro lateral nucleus), 그리고 시상내배핵(medial dorsal nucleus) 등과 같이 시상핵에 돌출된 섬유로 된 출력이다. 배쪽 창백은 동기, 행동 및 감정을 조절하는 대뇌변연계(limbic loop)의 구성요소이다.

## 해부학적 측면
배쪽 창백은 핵구조체 그룹(subcortical nuclei)으로 기저신경에 위치하고 있다. 담창구(Globus pallidus)의 바깥쪽을 따라 피각(조가비핵)에 의하여 다른 기저신경의 핵과 분리되어 있다. 다른 말초신경들과 마찬가지로 중간 대뇌 동맥에서 혈관이 공급된다.

## 역할
배쪽 창백은 배쪽 피개부(ventral tegmental area)로부터 도파민성 분비물과 대뇌측좌핵(nucleus accumbens)으로부터 억제성 중간신경원(GABAergic) 분비물을 받는다.
배쪽 창백은 뇌에 있어 동기와 보상에 대한 중추적인 역할을 하는 것으로 알려져 있다. 배쪽창백의 활성화는 보상받는 느낌을 자극하고 동기부여를 촉진시킨다. 또한 배쪽 창백 뉴런내 활성 패턴은 그러한 보상 및 동기방식을 부호화하는 것으로 알려져 있다.

## 쾌락기능(Liking system)과 호감기능(Wanting system)
배쪽 창백은 쾌락과 호감을 관장한다. 쾌락기능은 대뇌 번연계 오피오이드 체계가(mesolimbic opopio system)관여하며, 자극으로부터 즐거움을 소비하는 형태로 나타난다. 반면 호감기능은 대뇌 번연계의 도파민 시스템(mesolimbic dopaminergic system)이 관여하며, 일정한 보상을 얻기 위한 동기부여의 형태로 나타난다.
쾌락과 호감은 배쪽 창백 전위부위의 Cold spot과 후위부위의 Hot spot에서 이루어지는 것으로 알려져있다. 배쪽 창백의 후위 hot spot에 오피오이드가 분비되면 쾌락과 호감이 동시에 촉진된다. 아울러 배쪽 창백 전위 부분인 cold spot에 오피오이드가 분비되면 쾌락과 호감이 동시에 감소한다.
배족 창백의 hot spot은 전뇌의 혐오를 관장하는 영역(Substantia innominata) 과 연결되어 있는데, 이 영역에서는 쾌락과 호감이 혐오로 바뀌게 된다.
일반적으로 호감은 대뇌 번연계의 도파민 시스템에 의하여 이루어지며, 자극에 의한 도파민의 증가는 호감의 증대로 연결된다고 알려져 있다.
또한, 중격의지핵(Nucleus accumbens), 소뇌 편도체(Central amygdala) 및 다른 영역에서 배쪽 창백으로 GABA(gamma-aminobutyric acid) 억제신호가 전달되면 호감의 증가로 이어진다. 현재까지 배쪽창백에서 GABA 억제와 대뇌 번연계 도파민 시스템이 어떻게 상호작용하는지는 알려져 있지 않지만, 도파민이 배쪽 창백내의 GABA를 억제시키는 방법 혹은 배쪽 피개부(ventral tegmental area)로부터 도파민성 분비물이 직접 배쪽 창백에 영향을 주어 호감을 증대시킨다는 의견들이 있다.

## 참고 문헌
1. ↑  Smith Y, Keival JZ (2000). “Anatomy of the Dopamine system in the Basal Ganglia”. 《Trends in Neuroscience》 23 (10): 28–33.
2. ↑  Kyle S. Smith, Amy J. Tindell, J. Wayne Aldridge, Kent C. berridge (2009). “Ventral pallidum roles in reward and motivation”. 《Behavioural Brain research》 196 (2): 155–167.
3. ↑  Kyle S. Smith, Amy J. Tindell, J. Wayne Aldridge, Kent C. berridge (2009). “Ventral pallidum roles in reward and motivation”. 《Behavioural Brain research》 196 (2): 155–167.
4. ↑  H.C. Cromwell and K.C. Berridge (1993). “Where does damage lead to enganced food aversion ; the ventral pallidum/substantia innominata or lateral hypothalamus?”. 《Brain Res》 624: 1–10.
5. ↑  C. L. Wyvell and K.C. Berridge (2001). “Incentive sensitization by previous amphetamine exposure:increased cue-triggered “wanting” for sucrose reward”. 《J Neurosci》 21: 7831–7840.
6. ↑  T. C. Napier and I. Mitrovic (1999). “Opioid modulation of ventral pallidal inputs”. 《Ann N Y Acad Sci》 877: 176–201.
7. ↑  P. I. Johnson and T.C. Napier (1997). “GABA- and glutamate-evoked responses in the rat ventral pallidum are modulated by dopamine”. 《Eur J Neurosci》 9: 1397–1406.
8. ↑  J. E. Lismen and A.A. Grace (2005). “The hippocampal-VTA loop : controlling the entry of information into longterm memory”. 《Neuron》 46: 703–713.